# Булгаков, Айдер Якубович
Айдер Якубович Булгаков (род. 1956, Узбекская ССР) — советский и турецкий математик крымскотатарского происхождения, доктор физико-математических наук, профессор.

## Биография
Родился в 1956 году в Узбекистане, после депортации крымских татар. После получения степени на математической олимпиаде 1972 года он закончил последний класс в физико-математической средней школе и поступил в Новосибирский государственный университет. В 1978 году окончил математический факультет Новосибирского университета. В 1978—1993 годах занимал должность ведущего научного сотрудника, сначала научного сотрудника в Вычислительном Центре (1978—1980), а после 1980 года — в Математическом институте.
На кафедре прикладной математики получил сначала степень кандидата (1982), а затем доктора наук (1989). В 1976—1993 гг. работал вместе с профессором Сергеем Годуновым сначала как его ученик, а затем как коллега. В России технологические метода, которые он разработал в качестве компьютерного приложения, нашли применение в промышленности, особенно в отраслях моторной, химической, автомобильной, аэрокосмической, авиационной и военной промышленности. Работал в координаторах исследовательского центра. Он участвовал в многочисленных национальных и международных конгрессах в качестве организатора и докладчика. В 1998 году он был директором летней школы Института перспективных исследований НАТО под названием «Error Control and Adaptivity in Scientific Computing» в Анталье с 9 по 21 августа. Он собрал научные результаты своей школы в книге «Error Control and Adaptivity in Scientific Computing», опубликованной Kluwer Academic Press и Кристофом Зенгером (Мюнхенский технический университет, Германия).
Опубликовал множество научных статей в международных научных журналах. С 2000 по 2003 год он занимал должность исполнительного редактора международного научного журнала «Selcuk Journal of Applied Mathematics».
В 1993 году учёный с семьёй переехал в Турцию и стал профессором математики университета Сельчук на факультете науки и прикладная математика.
В 1994 году он основал Исследовательский Центр прикладной математики Университета Сельчук и был директором этого центра до конца 2003 года. В этом центре он создал научную команду и вместе с этой командой создал новые принципы преподавания на основе компьютерных диалоговых систем. Женат и является отцом двух детей.
Владеет русским, турецким, узбекским и английским языками.

## Публикации
1. А. Я. Булгаков, В. Л. Васкевич, «Иерархические базисы в гильбертовых пространствах», Сиб. журн. индустр. матем., 2:2 (1999), 24-35
2. К. Айдын, А. Я. Булгаков, Г. В. Демиденко, «Числовые характеристики асимптотической устойчивости решений линейных разностных уравнений с периодическими коэффициентами», Сиб. матем. журн., 41:6 (2000), 1227—1237 mathnet mathscinet; K. Aidyn, H. Ya. Bulgakov, G. V. Demidenko, «Numeric Characteristics for Asymptotic Stability of Solutions to Linear Difference Equations with Periodic Coefficients», Siberian Math. J., 41:6 (2000), 1005—1014
3. А. Я. Булгаков, Г. В. Демиденко, «Новый критерий принадлежности матричного спектра замкнутому единичному кругу и приложения в теории устойчивости», Сиб. журн. индустр. матем., 3:1 (2000), 47-56
4. К. Айдын, А. Я. Булгаков, Г. В. Демиденко, «Асимптотическая устойчивость решений возмущенных линейных разностных уравнений с периодическими коэффициентами», Сиб. матем. журн., 43:3 (2002), 493—507 mathnet mathscinet zmath; K. Aidyn, H. Ya. Bulgakov, G. V. Demidenko, «Asymptotic stability of solutions to perturbed linear difference equations with periodic coefficients», Siberian Math. J., 43:3 (2002), 389—401
5. К. Айдын, А. Я. Булгаков, Г. В. Демиденко, «Оценка области притяжения разностных уравнений с периодическими линейными членами», Сиб. матем. журн., 45:6 (2004), 1199—1208 mathnet mathscinet zmath; K. Aidyn, H. Ya. Bulgakov, G. V. Demidenko, «An estimate for the attraction domains of difference equations with periodic linear terms», Siberian Math. J., 45:6 (2004), 983—991
6. Булгаков, Айдер Якубович. Обоснование гарантированной точности выделения инвариантных подпространств несамосопряженных матриц : автореферат дис. … доктора физико-математических наук : 01.01.07 / АН СССР. Сиб. отд-ние. Вычисл. центр. — Новосибирск, 1988. — 22 с. Вычислительная математика FB 9 88-7/4079-3, FB 9 88-7/4080-7
7. Булгаков А. Я., Годунов С. К. Расчет положительно определённых решений уравнения Ляпунова 55 с., включ. обл. 1984 Новосибирск